# Aequornithes
Aequornithes é um clado de aves que reúne os grupos Gaviiformes, Sphenisciformes, Procellariiformes, Ciconiiformes, Suliformes e Pelecaniformes.
A palavra Aequornithes vem do latim "aequor", extensão de água, e "ornithes", termo em grego que quer dizer ave.